# Pays de Tulle (région naturelle)
Ne doit pas être confondu avec Pays de Tulle (aménagement du territoire).
Le Pays de Tulle (País de Tula en occitan) est un Pays traditionnel de France situé dans le Limousin historique, en région Nouvelle-Aquitaine, au sud du département de la Corrèze.

## Géographie

### Situation
Cette région est située autour de la ville de Tulle. Les régions naturelles voisines sont, au nord la Montagne limousine, à l'est la Dordogne limousine, au sud-est la  Xaintrie, au sud-ouest le Bassin de Brive et à l'ouest le Pays d'Uzerche.